# Mk 77 (爆弾)

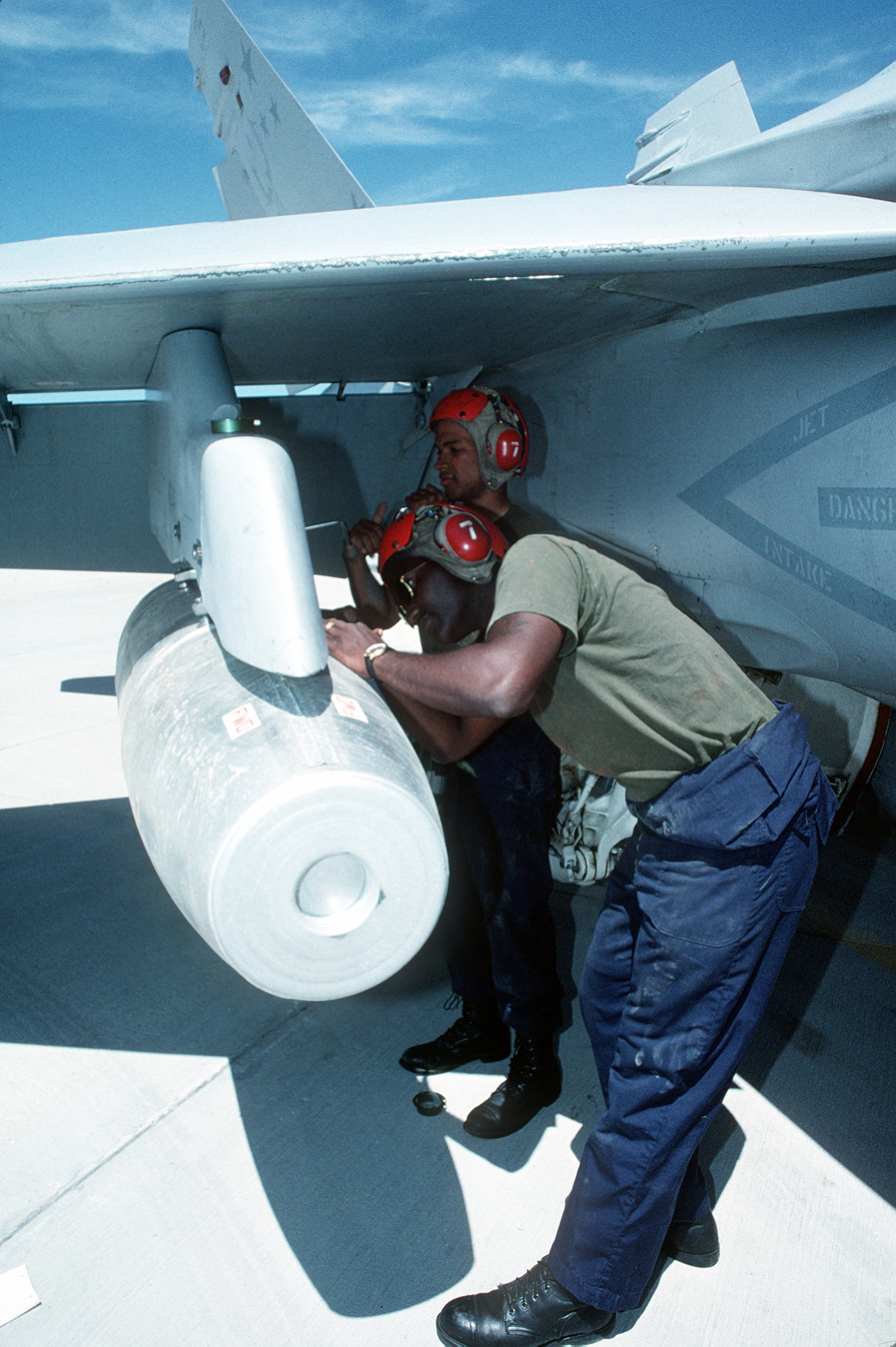
F/A-18戦闘攻撃機に搭載されるMark77爆弾。
1993年（平成5年）6月17日撮影

Mark77爆弾（マーク77ばくだん、Mark 77 bomb）は、ナパーム弾の代替品として作られた、アメリカ軍が使用している航空機搭載爆弾である。

## 概要
燃料などの混合物110ガロン（415リットル）を内蔵している750ポンド（340kg）焼夷爆弾である。
2001年以降、アメリカ軍は保有していないはずのナパーム弾がイラク戦争で使用されたとマスメディアで報道されたが、実際に使用されたのはこのMark77爆弾だった。
ナパーム弾はナフサを主成分とするが、Mark77は灯油が主成分となっている。公文書で「Mark77 ナパーム」と表記されたが、アメリカ国防総省はMark77爆弾を科学的に見てナパーム弾では無く、焼夷弾の一種と主張している。このため、公式に日本語に翻訳される場合「着火性爆弾」と訳される。
マスコミなどでは白リン弾と混同され、「白燐兵器」と呼称されている場合もある。

## バリエーション
燃料を減らして軽量化したバリエーションが作られている。
Mk 77 Mod 0
総重量340kg、燃料416リットル
Mk 77 Mod 1
総重量227kg、燃料284リットル
Mk 77 Mod 2

Mk 77 Mod 3

Mk 77 Mod 4
総重量約230kg、燃料284リットル（1991年の湾岸戦争で使用された）
Mk 77 Mod 5
総重量約230kg、284リットルのJP-4/JP-5 ジェット燃料に増粘剤を加えた物（2003年のイラク戦争で使用された）
Mk 78
総重量340kg、燃料416リットル
Mk 79
総重量454kg、燃料424リットル

## 登場作品
アニメ
『バイオハザード: インフィニット ダークネス』
内戦中の架空の小国「ぺナムスタン共和国」にて、米軍がウイルスを滅菌処理すべく投下する。